# Statua equestre di Vittorio Emanuele II del Vittoriano
Il Monumento equestre a Vittorio Emanuele II è un'opera d'arte posta sopra la statua della Dea Roma nel Vittoriano in piazza Venezia che rappresenta Vittorio Emanuele II re d'Italia. Venne inaugurata il 4 giugno 1911 insieme a tutto il monumento.

## L'opera d'arte
La costruzione della statua fu affidata a Enrico Chiaradia nel 1889, ma fu ultimata da Emilio Gallori poiché il suo ideatore è morto nel 1901. La statua fu fusa con il bronzo proveniente dai cannoni del Regio Esercito.
Le dimensioni sono imponenti: con un'altezza di circa 12 metri e una lunghezza di 10 metri, gli zoccoli sono lunghi 50 cm.
Prima di chiudere la pancia è stato organizzato un pranzo per 21 persone.

## La scultura
La statua bronzea fu posta sopra un basamento marmoreo dove furono scolpite delle personificazioni di 14 città d'Italia.